# Edward Junior Wilson
Edward Junior Wilson (*Monrovia, Liberia, 22 de septiembre de 1984), futbolista Liberiano. Juega de delantero, tiene el récord de anotar en la liga de Indonesia 20 goles en la temporada 2009-2010; hace parte de la selección de Liberia desde el 2005.

## Clubes
| Club            | País      | Año           |
| --------------- | --------- | ------------- |
| Mighty Barolle  | Liberia   | 2005-2008     |
| Semen Padang FC | Indonesia | 2008-presente |

- Datos: Q5343872